# Valencia Club de Fútbol 1941-1942
Questa voce raccoglie le informazioni riguardanti il Valencia Club de Fútbol nelle competizioni ufficiali della stagione 1941-1942

## Stagione
Primo titolo nazionale per il Valencia nella stagione 1941-1942, ottenuto sorpassando a cinque giornate dal termine l'Atlético Madrid campione in carica. In quella stessa stagione gli Xotos, detentori della Coppa del Generalissimo, giunsero in semifinale della competizione, dove furono eliminati dal Barcellona.

## Rosa
| N. |                   | Ruolo | Calciatore                   |
| -- | ----------------- | ----- | ---------------------------- |
| -  | Spagna (bandiera) | P     | Pio Bau                      |
| -  | Spagna (bandiera) | P     | Ignacio Eizaguirre           |
| -  | Spagna (bandiera) | D     | Juan Ramón Santiago          |
| -  | Spagna (bandiera) | D     | Álvaro Pérez                 |
| -  | Spagna (bandiera) | D     | Onofre Lerma                 |
| -  | Spagna (bandiera) | D     | Vicente Pechuán              |
| -  | Spagna (bandiera) | C     | Carlos Iturraspe             |
| -  | Spagna (bandiera) | C     | Inocencio Bertolin Izquierdo |
| -  | Spagna (bandiera) | C     | Rogelio Santiago             |

| N. |                   | Ruolo | Calciatore                 |
| -- | ----------------- | ----- | -------------------------- |
| -  | Spagna (bandiera) | C     | Silvestre Igoa             |
| -  | Spagna (bandiera) | C     | Vicente Sierra             |
| -  | Spagna (bandiera) | C     | Waldo Botana               |
| -  | Spagna (bandiera) | A     | Epifanio Fernández Berridi |
| -  | Spagna (bandiera) | A     | Edmundo Suárez             |
| -  | Spagna (bandiera) | A     | Amadeo Ibañez              |
| -  | Spagna (bandiera) | A     | Vicente Asensi             |
| -  | Spagna (bandiera) | A     | Guillermo Gorostiza        |
| -  | Spagna (bandiera) | A     | Juan Mena                  |

## Statistiche

### Statistiche di squadra
| Competizione          | Punti | Totale | Totale | Totale | Totale | Totale | Totale | DR  |
| Competizione          | Punti | G      | V      | N      | P      | Gf     | Gs     | DR  |
| --------------------- | ----- | ------ | ------ | ------ | ------ | ------ | ------ | --- |
| Primera División      | 40    | 26     | 18     | 4      | 4      | 85     | 39     | +46 |
| Copa del Generalísimo | -     | 8      | 5      | 0      | 3      | 28     | 13     | +15 |
| Totale                | -     | 34     | 23     | 4      | 7      | 113    | 52     | +61 |

### Statistiche dei giocatori
| Giocatore  | Primera División | Primera División | Primera División | Primera División |
| Giocatore  | Presenze         | Gol              | Ammonizioni      | Espulsioni       |
| ---------- | ---------------- | ---------------- | ---------------- | ---------------- |
| Asensi     | 24               | 15               |                  |                  |
| Bertolí    | 23               |                  |                  |                  |
| Botana     | 2                |                  |                  |                  |
| Eizaguirre | 11               |                  |                  |                  |
| Fernández  | 26               | 11               |                  |                  |
| Gorostiza  | 24               | 20               |                  |                  |
| Ibañez     | 24               | 8                |                  |                  |
| Igoa       | 3                |                  |                  |                  |
| Iturraspe  | 24               |                  |                  |                  |
| Lerma      | 4                |                  |                  |                  |
| Pérez      | 23               |                  |                  |                  |
| Mena       | 1                |                  |                  |                  |
| Pechuán    | 3                |                  |                  |                  |
| Pio        | 15               |                  |                  |                  |
| Santiago   | 26               | 1                |                  |                  |
| Sierra     | 13               |                  |                  |                  |
| Suárez     | 25               | 27               |                  |                  |